# Saison 1992-1993 du Montpellier Hérault Sport Club
Maillots
Chronologie
Saison précédente Saison suivante
La saison 1992-1993 du Montpellier HSC a vu le club évoluer en Division 1 pour la sixième saison consécutive. 
Les pailladins connaissent un début de saison en fanfare grâce à la révélation de Olivier Pickeu, mais le club s'essouffle peu à peu pour terminer à la 10e place du championnat. 
Les montpelliérains font un parcours honorable en Coupe de France mais chutent en quart de finale face à une solide équipe du FC Nantes.

## Déroulement de la saison

### Inter-saison
Cette inter-saison marque de profond changement dans le club du Montpellier HSC qui tourne désormais le dos à son glorieux passé. Même si de nombreux joueurs restent encore au club, les départs de Franck Lucchesi, de Vincent Guérin et de l'entraineur Henryk Kasperczak associés à la grave blessure de Wilbert Suvrijn ne laisse rien présager de bon pour les années à venir.
Gérard Gili qui vient juste de prendre les commandes va faire confiance à la jeunesse avec la signature de Bruno Carotti, de  Joël Fréchet et d'Olivier Pickeu mais également à l'expérience en faisant venir le stratège croate Aljosa Asanovic du FC Metz où il a fait des prodiges, et qui vient remplacer le timide Nikolai Todorov qui n'aura pas réussi à s'installer dans l'Hérault. Et c'est avec les quelques cadres restant, Michel Der Zakarian, Bertrand Reuzeau ou encore Thierry Laurey que l'entraineur décide d'encadrer la nouvelle génération qui s'apprête à éclore.

### Championnat
Le championnat débute sur les chapeaux de roue avec 3 victoires en 3 matches et 4 buts pour un Olivier Pickeu intenable qui finira meilleur buteur du club en championnat avec 8 buts. 
Cependant, la suite est moins réjouissante, Olivier Pickeu avec un temps de jeu qui s'amoindrit et les blessures de Jacek Ziober et d'Aljosa Asanovic, ne vont pas permettent pas à l'équipe de prétendre à une meilleure position que le ventre mou du championnat. De nouveaux joueurs trouvent malgré tout leur marque, Jérôme Bonnissel, Christophe Sanchez et Philippe Delaye sont les premiers représentants d'un nouveau baby-boom.
Ainsi, les pailladins termine à la 10e place au terme d'une saison moyenne.

### Coupes nationales
Le parcours en Coupe de France est honorable, sans exploit mais avec une élimination aux tirs au but en quart de finale contre le FC Nantes, futurs finalistes (1-1;4-5).

## Joueurs et staff

### Transferts
| Été 1992           |             |                     |                        |            |
| Nom                | Nationalité | Transfert           | Provenance/Destination | Division   |
| Arrivées           |             |                     |                        |            |
| Jérôme Bonnissel   | France      | Premier contrat pro |                        |            |
| Aljosa Asanovic    | Croatie     | Transfert           | AS Cannes              | Division 2 |
| Franck Rizzetto    | France      | Transfert           | Olympique d'Alès       | Division 2 |
| Joël Fréchet       | France      | Transfert           | SCO Angers             | Division 2 |
| Philippe Delaye    | France      | Premier contrat pro |                        |            |
| Christophe Sanchez | France      | Premier contrat pro |                        |            |
| Olivier Pickeu     | France      | Transfert           | SM Caen                | Division 1 |
| Départs            |             |                     |                        |            |
| Franck Lucchesi    | France      | Transfert           | Nîmes Olympique        | Division 1 |
| François Lemasson  | France      | Transfert           | AS Cannes              | Division 2 |
| Nikolai Todorov    | Bulgarie    | Transfert           | AS Cannes              | Division 2 |
| Régis Brouard      | France      | Transfert           | FC Bourges             | Division 2 |
| Vincent Guérin     | France      | Transfert           | Paris Saint-Germain    | Division 1 |
| Prêts              |             |                     |                        |            |
| Clément Garcia     | France      | Prêt                | SM Caen                | Division 1 |
| Laurent Castro     | France      | Prêt                | FC Martigues           | Division 2 |
| Stéphane Blondeau  | France      | Prêt                | FC Martigues           | Division 2 |

| Changement d'entraineur (1 juillet 1992) |             |                       |                        |            |
| Nom                                      | Nationalité | Transfert             | Provenance/Destination | Division   |
| Arrivées                                 |             |                       |                        |            |
| Gérard Gili                              | France      | Libre de tout contrat |                        |            |
| Départs                                  |             |                       |                        |            |
| Henryk Kasperczak                        | Pologne     | Transfert             | Lille OSC              | Division 1 |

## Rencontres de la saison

### Division 1
| Tour       | Adversaire             | Lieu | Résultat | Buteurs du MHSC                                                        |
| Journée 1  | SM Caen                | Dom. | 2-0      | Olivier Pickeu                                                         |
| Journée 2  | Toulouse FC            | Ext. | 3-1      | (c.s.c.) Jean-François Hernandez · Philippe Perilleux · Olivier Pickeu |
| Journée 3  | Lille OSC              | Dom. | 3-0      | Kader Ferhaoui · Serge Blanc · Olivier Pickeu                          |
| Journée 4  | Sporting Toulon        | Ext. | 0-1      | -                                                                      |
| Journée 5  | Valenciennes FC        | Dom. | 1-3      | Aljosa Asanovic                                                        |
| Journée 6  | AS Monaco              | Ext. | 0-0      | -                                                                      |
| Journée 7  | Paris Saint-Germain    | Dom. | 0-0      | -                                                                      |
| Journée 8  | Olympique lyonnais     | Ext. | 1-2      | Michel Der Zakarian                                                    |
| Journée 9  | AJ Auxerre             | Dom. | 1-0      | Olivier Pickeu                                                         |
| Journée 10 | Nîmes Olympique        | Ext. | 0-0      | -                                                                      |
| Journée 11 | FC Metz                | Dom. | 1-0      | Olivier Pickeu                                                         |
| Journée 12 | FC Nantes              | Ext. | 0-6      | -                                                                      |
| Journée 13 | Girondins de Bordeaux  | Dom. | 2-0      | Olivier Pickeu · Fabrice Divert                                        |
| Journée 14 | Olympique de Marseille | Ext. | 1-1      | Jacek Ziober                                                           |
| Journée 15 | RC Lens                | Dom. | 1-2      | Thierry Laurey                                                         |
| Journée 16 | AS Saint-Etienne       | Ext. | 1-2      | Jacek Ziober                                                           |
| Journée 17 | Le Havre AC            | Dom. | 2-0      | Fabrice Divert · Philippe Perilleux                                    |
| Journée 18 | RC Strasbourg          | Ext. | 1-3      | Kader Ferhaoui                                                         |
| Journée 19 | FC Sochaux-Montbéliard | Dom. | 1-0      | Jacek Ziober                                                           |
| Journée 20 | Toulouse FC            | Dom. | 0-1      | -                                                                      |
| Journée 21 | Lille OSC              | Ext. | 0-0      | -                                                                      |
| Journée 22 | Sporting Toulon        | Dom. | 1-1      | Fabrice Divert                                                         |
| Journée 23 | Valenciennes FC        | Ext. | 3-1      | Fabrice Divert                                                         |
| Journée 24 | AS Monaco              | Dom. | 0-0      | -                                                                      |
| Journée 25 | Paris Saint-Germain    | Ext. | 0-1      | -                                                                      |
| Journée 26 | Olympique lyonnais     | Dom. | 0-2      | -                                                                      |
| Journée 27 | AJ Auxerre             | Ext. | 0-2      | -                                                                      |
| Journée 28 | Nîmes Olympique        | Dom. | 1-0      | Michel Der Zakarian                                                    |
| Journée 29 | FC Metz                | Ext. | 1-1      | Fabrice Divert                                                         |
| Journée 30 | FC Nantes              | Dom. | 1-0      | Olivier Pickeu                                                         |
| Journée 31 | Girondins de Bordeaux  | Ext. | 1-2      | Aljosa Asanovic                                                        |
| Journée 32 | Olympique de Marseille | Dom. | 1-1      | Kader Ferhaoui                                                         |
| Journée 33 | RC Lens                | Ext. | 0-2      | -                                                                      |
| Journée 34 | AS Saint-Etienne       | Dom. | 1-2      | Jacek Ziober                                                           |
| Journée 35 | Le Havre AC            | Ext. | 1-1      | Thierry Laurey                                                         |
| Journée 36 | RC Strasbourg          | Dom. | 1-1      | Jacek Ziober                                                           |
| Journée 37 | FC Sochaux-Montbéliard | Ext. | 1-1      | Bruno Carotti                                                          |
| Journée 38 | SM Caen                | Ext. | 3-2      | Thierry Laurey · Christophe Sanchez                                    |

### Coupe de France
| Tour            | Adversaire                       | Lieu | Résultat                     | Buteurs du MHSC                                                  |
| 1/32e de finale | La Roche sur Yon VF (Division 2) | Dom. | 3-1                          | Michel Der Zakarian · Fabrice Divert · (c.s.c.) François Moretti |
| 1/16e de finale | US Créteil (Division 2)          | Ext. | 1-0                          | Fabrice Divert                                                   |
| 1/8e de finale  | SO Châtelleraudais (Division 3)  | Dom. | 1-0                          | (c.s.c.) Thierry Bordier                                         |
| 1/4 de finale   | FC Nantes (Division 1)           | Dom. | 1-1 (a.p.) Tirs au but : 4-5 | Thierry Laurey                                                   |

## Statistiques

### Statistiques collectives
| Compétition     | Débute au tour  | Place ou tour final | Matches joués | Gagnés | Nuls | Perdus | Buts pour | Buts contre | Différence |
| Division 1      | -               | 10e                 | 38            | 12     | 12   | 14     | 36        | 41          | -5         |
| Coupe de France | 1/32e de finale | 1/4 de finale       | 4             | 3      | 1    | 0      | 6         | 2           | +4         |
| Total           | -               | -                   | 42            | 15     | 13   | 14     | 42        | 43          | -1         |

### Statistiques individuelles
| Nat. | Nom          | Division 1 | Division 1  | Division 1 | Division 1   | Coupe de France | Coupe de France | Coupe de France | Coupe de France | Total | Total       | Total  | Total        |
| Nat. | Nom          | M.j.       | But inscrit | Averti     | Carton rouge | M.j.            | But inscrit     | Averti          | Carton rouge    | M.j.  | But inscrit | Averti | Carton rouge |
|      | Barrabé      | 37         | 0           | 0          | 0            | 4               | 0               | 0               | 0               | 41    | 0           | 0      | 0            |
|      | Palatsi      | 2          | 0           | 1          | 0            | 0               | 0               | 0               | 0               | 2     | 0           | 1      | 0            |
|      | Reuzeau      | 37         | 0           | 0          | 0            | 4               | 0               | 0               | 0               | 41    | 0           | 0      | 0            |
|      | Alicarte     | 4          | 0           | 0          | 0            | 0               | 0               | 0               | 0               | 4     | 0           | 0      | 0            |
|      | Carotti      | 28         | 1           | 1          | 0            | 4               | 0               | 0               | 0               | 32    | 1           | 1      | 0            |
|      | Thétis       | 19         | 0           | 2          | 0            | 2               | 0               | 0               | 0               | 21    | 0           | 2      | 0            |
|      | Bonnissel    | 18         | 0           | 1          | 0            | 4               | 0               | 0               | 0               | 22    | 0           | 1      | 0            |
|      | Der Zakarian | 32         | 2           | 1          | 0            | 4               | 1               | 0               | 0               | 36    | 3           | 1      | 0            |
|      | Blanc        | 28         | 1           | 3          | 1            | 3               | 0               | 0               | 0               | 31    | 1           | 3      | 1            |
|      | Asanovic     | 13         | 2           | 0          | 0            | 2               | 0               | 0               | 0               | 15    | 2           | 0      | 0            |
|      | Lefèvre      | 7          | 0           | 0          | 0            | 0               | 0               | 0               | 0               | 7     | 0           | 0      | 0            |
|      | Rizzetto     | 12         | 0           | 0          | 0            | 0               | 0               | 0               | 0               | 12    | 0           | 0      | 0            |
|      | Fréchet      | 30         | 0           | 0          | 0            | 3               | 0               | 0               | 0               | 33    | 0           | 0      | 0            |
|      | Ferhaoui     | 32         | 3           | 0          | 0            | 4               | 0               | 0               | 0               | 36    | 3           | 0      | 0            |
|      | Delaye       | 2          | 0           | 0          | 0            | 0               | 0               | 0               | 0               | 2     | 0           | 0      | 0            |
|      | Perilleux    | 34         | 2           | 0          | 0            | 4               | 0               | 0               | 0               | 38    | 2           | 0      | 0            |
|      | Laurey       | 35         | 3           | 4          | 1            | 4               | 1               | 0               | 0               | 39    | 4           | 4      | 1            |
|      | Suvrijn      | 9          | 0           | 1          | 0            | 0               | 0               | 0               | 0               | 9     | 0           | 1      | 0            |
|      | Sanchez      | 2          | 2           | 0          | 0            | 0               | 0               | 0               | 0               | 2     | 2           | 0      | 0            |
|      | Divert       | 35         | 7           | 1          | 0            | 4               | 2               | 0               | 0               | 39    | 9           | 1      | 0            |
|      | Ziober       | 26         | 4           | 1          | 0            | 3               | 0               | 0               | 0               | 29    | 4           | 1      | 0            |
|      | Djaffo       | 6          | 0           | 0          | 0            | 0               | 0               | 0               | 0               | 6     | 0           | 0      | 0            |
|      | Pickeu       | 30         | 8           | 0          | 1            | 3               | 0               | 0               | 0               | 33    | 8           | 0      | 1            |

### Autres statistiques
| Meilleurs buteurs \| Joueur \| Total \| \| Fabrice Divert \| 9 \| \| Olivier Pickeu \| 8 \| \| Jacek Ziober \| 4 \| \| Thierry Laurey \| 4 \| \| Kader Ferhaoui \| 3 \| \| Michel Der Zakarian \| 3 \| \| Aljosa Asanovic \| 2 \| \| Christophe Sanchez \| 2 \| \| Philippe Perilleux \| 2 \| \| Bruno Carotti \| 1 \| \| Serge Blanc \| 1 \| | Équipe type de la saison Barrabé Reuzeau Carotti Der Zakarian Blanc Laurey Perilleux Ferhaoui Ziober Fréchet Divert D'après les temps de jeu à leur poste. |  |
| Joueur | Total |  |
| Fabrice Divert | 9 |  |
| Olivier Pickeu | 8 |  |
| Jacek Ziober | 4 |  |
| Thierry Laurey | 4 |  |
| Kader Ferhaoui | 3 |  |
| Michel Der Zakarian | 3 |  |
| Aljosa Asanovic | 2 |  |
| Christophe Sanchez | 2 |  |
| Philippe Perilleux | 2 |  |
| Bruno Carotti | 1 |  |
| Serge Blanc | 1 |  |

Buts
- Premier but de la saison :   Olivier Pickeu contre le SM Caen lors de la 1re journée de championnat
- Premier doublé :    Olivier Pickeu contre le SM Caen lors de la 1re journée de championnat
- Plus grande marge : 6 buts (marge négative) 0-6 contre le FC Nantes lors de la 12e journée de championnat
- Plus grand nombre de buts dans une rencontre : 6 buts 0-6 contre le FC Nantes lors de la 12e journée de championnat